# Kırıkkalespor
Kırıkkalespor is een voetbalclub opgericht in 1967 te Kırıkkale, Turkije. De clubkleuren zijn rood, wit en blauw. De thuisbasis van de voetbalclub is het Fikret Karabudakstadion.

## Geschiedenis
Kırıkkalespor fuseerde met Kırıkkale Gücü in januari 1968 om zo een sterker team te vormen. De clubkleuren van Kırıkkalespor waren blauw en rood, die van Kırıkkale Gücü waren blauw en wit. Deze drie kleuren werden de nieuwe clubkleuren van Kırıkkalespor, waardoor Kırıkkalespor de eerste club in Turkije werd, die drie verschillende kleuren in de shirts had.
Kırıkkalespor was in de beginjaren redelijk succesvol te noemen. Zo heeft de club nog steeds een Turks record in handen: tussen zomer 1967 en 1975 verloor de ploeg geen enkele thuiswedstrijd. Daarnaast is Kırıkkalespor een van de weinige clubs die ooit in de Süper Lig gevoetbald hebben, die uit een district anders dan de provinciehoofdstad kwamen. Destijds was Kırıkkale namelijk een district van Ankara, tegenwoordig is het de hoofdstad van de gelijknamige provincie.
Kırıkkalespor heeft één seizoen in de Süper Lig gevoetbald (1978/79). Dat seizoen werd het met 5 overwinningen en 8 remises laatste. In het seizoen 1978/79 verloor Kırıkkalespor in de halve finale van de Turkse Beker van Altay SK, nadat ze Galatasaray SK en Diyarbakırspor in eerdere fases uitgeschakeld hadden. Dit is nog steeds hun beste prestatie ooit.